# Thomas Knoke
Thomas Knoke (* 1965) ist ein deutscher Forstwissenschaftler und außerordentlicher Professor für Waldinventur und nachhaltige Nutzung an der TU München.

## Leben
Nach Ableistung des Wehrdienstes und einem Studium der Forstwissenschaften an der Ludwig-Maximilians-Universität München (LMU) absolvierte er die Referendarzeit bei der Bayerischen Staatsforstverwaltung und schloss diese mit dem Staatsexamen ab. Auf seine Promotion an der LMU im Jahr 1998 folgte, aufgrund des zwischenzeitlichen Wechsels der Fakultät Forstwissenschaften von der LMU an die TU München, 2003 die Habilitation und Ernennung zum Privatdozenten an der TU München.
2005 wurde Knoke zum Professor für Waldinventur und nachhaltige Nutzung an der TU München berufen. Einen Ruf auf die Professur für Forstökonomie und Forstplanung an die Albert-Ludwigs-Universität Freiburg lehnte er 2013 ab.
Neben diversen gutachterlichen Tätigkeiten ist Knoke seit 2014 Betriebsleiter des Universitätswaldes der LMU bei Landshut.

## Auszeichnungen
- Karl-Abetz-Förderpreis für junge Wissenschaftler, verliehen durch die Albert-Ludwigs-Universität Freiburg (1999)[1]
- Nominierung für den Deutschen Forstwissenschaftspreis (2004)[1]
- Thurn und Taxis Förderpreis für Forstwissenschaft der TU München (2004)[1]

## Veröffentlichungen
- Christian Ammer, Torsten Vor, Thomas Knoke, Stefan Wagner: Der Wald-Wild-Konflikt. Analyse und Lösungsansätze vor dem Hintergrund rechtlicher, ökologischer und ökonomischer Zusammenhänge. (= Göttinger Forstwissenschaften. Band 5). Göttinger Universitätsverlag, Göttingen 2010, ISBN 978-3-941875-84-5, (online; PDF; 4,51 MB)
- T. Knoke, J. Bendix, P. Pohle, U. Hamer, P. Hildebrandt, K. Roos, A. Gerique, M. L. Sandoval, L. Breuer, A. Tischer, B. Silva, B. Calvas, N. Aguirre, L. M. Castro, D. Windhorst, M. Weber, B. Stimm, S. Günter, X. Palomeque, J. Mora, R. Mosandl, E. Beck: Afforestation or intense pasturing improve the ecological and economic value of abandoned tropical farmlands. In: Nature Communications. 5, 2014, S. 5612.
- T. Knoke, C. Paul, F. Härtl, L. M. Castro, B. Calvas, P. Hildebrandt: Optimizing agricultural land-use portfolios with scarce data—A non-stochastic model. In: Ecological Economics. 120, 2015, S. 250–259.
- S. Neuner, A. Albrecht, D. Cullmann, F. Engels, V. C. Griess, W. A. Hahn, M. Hanewinkel, F. Härtl, C. Kölling, K. Staupendahl, T. Knoke: Survival of Norway spruce remains higher in mixed stands under a dryer and warmer climate. In: Global Change Biology. 21(2), 2015, S. 935–946.
- T. Knoke, C. Paul, P. Hildebrandt, B. Calvas, L. M. Castro, F. Hartl, M. Döllerer, U. Hamer, D. Windhorst, Y. F. Wiersma, F. Curatola Fernandez Giulia, W. A. Obermeier, J. Adams, L. Breuer, R. Mosandl, E. Beck, M. Weber, B. Stimm, W. Haber, C. Fürst, J. Bendix: Compositional diversity of rehabilitated tropical lands supports multiple ecosystem services and buffers uncertainties. In: Nature Communications. 7, 2016, S. 11877.
- T. Knoke, K. Messerer, C. Paul: The Role of Economic Diversification in Forest Ecosystem Management. In: Current Forestry Reports. 3(2), 2017, S. 93–106.